# KhTZ-16

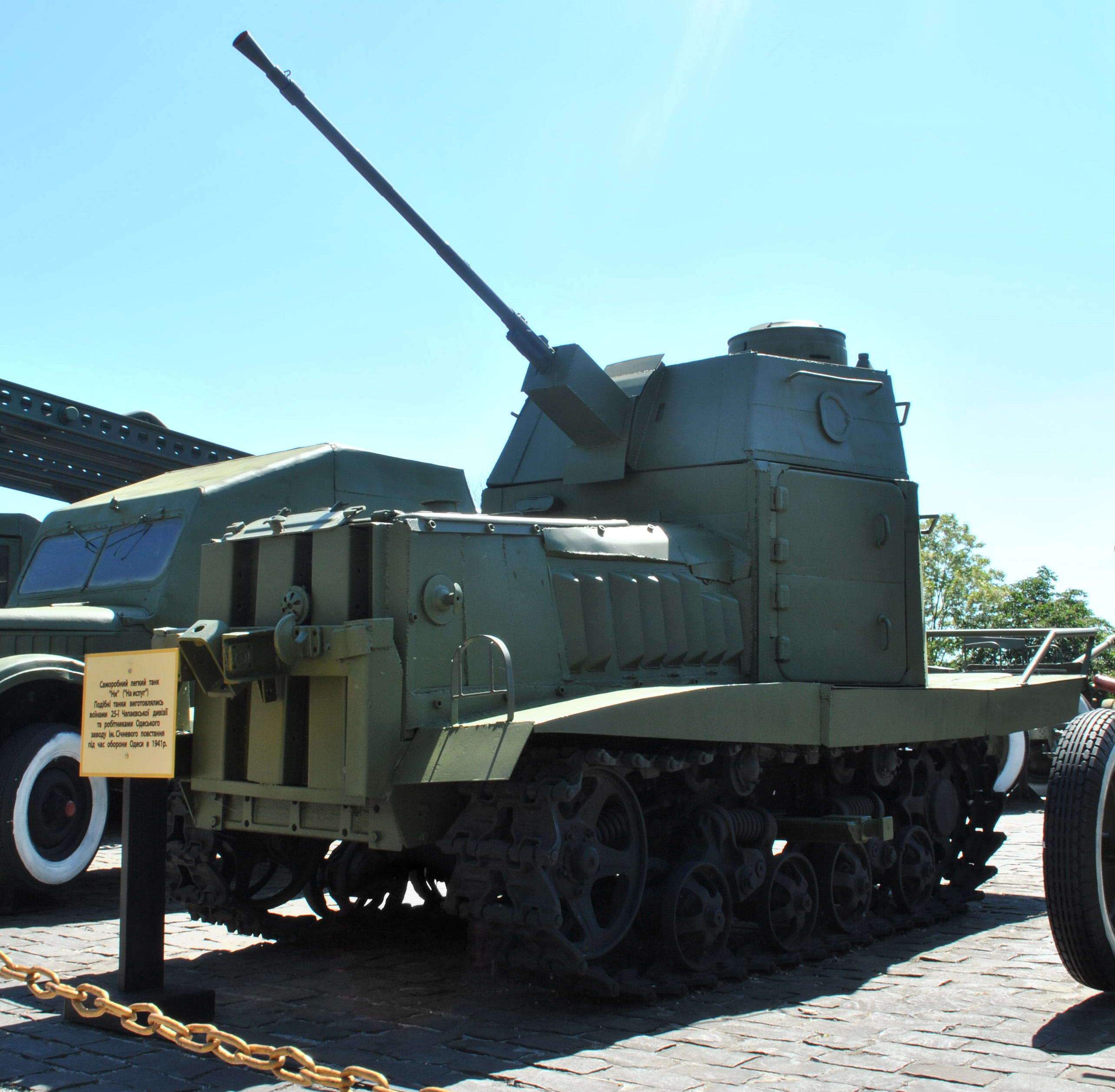
Blindado Improvisado KhTZ-16

O KhTZ-16 (russo: ХТЗ-16) (depois da fábrica de tratores de Kharkiv; ucraniano: Харківський Тракторний Завод) era um veículo blindado improvisado soviético da Segunda Guerra Mundial, construído no chassi de um trator STZ-3. [1] Os veículos foram construídos em Kharkiv até a fábrica ser evacuada para o leste, quando a produção foi transferida para Stalingrado. Não menos que 809 veículos foram planejados, mas não mais que 60-90 foram realmente construídos. Alguns veículos foram usados nos combates em torno de Kharkov em outubro de 1941, mas foram rapidamente perdidos na batalha contra as forças do Eixo.
O veículo era operado por uma equipe de duas pessoas e armado com uma metralhadora anti-tanque de 45 mm, anti-aérea de 37 mm e uma metralhadora leve DT ou Degtyarev de 7,62 mm montada em uma superestrutura fixa. 